# Mellanbådan, Korpo
Mellanbådan är klippor i Finland.   De ligger i kommunen Pargas i landskapet Egentliga Finland, i den sydvästra delen av landet, 200 km väster om huvudstaden Helsingfors.
Terrängen runt Mellanbådan är mycket platt.